# Zio Paperone e la maledizione di Nostrildamus
Zio Paperone e la maledizione di Nostrildamus è una storia a fumetti di Don Rosa del 1989.

## Trama
È una breve avventura che vede Paperone e Paperino alla ricerca del medaglione di Nostradamus, in grado di far prevedere il futuro; l'unico svantaggio è, però, che il medaglione attiri calamità mortali, che vengono comunque previste con il medaglione. Paperone decide, alla fine, di rimettere il medaglione al suo posto, per evitare di causare molti altri danni.

## Curiosità
Il D.U.C.K. (Dedicated to Uncle Carl by Keno, dedicato a zio Carl Barks da Keno, che è un altro nome di Don Rosa) si trova a destra, sul rotolo che legge Zio Paperone.